# Taiji Kase
Taiji Kase (加瀬 太地, Kase Taiji) (Chiba, 9 de fevereiro de  1929  –  Paris, 24 de novembro de 2004) foi um mestre do Shotokan caratê responsável por introduzir este  estilos de caratê na Europa.